# Tatort: Herz aus Eis
Herz aus Eis ist eine Folge der Fernsehkrimireihe Tatort. Der Film des SWR mit Eva Mattes als Konstanzer Ermittlerin Klara Blum wurde beim Filmfest Hamburg 2008 uraufgeführt und am 22. Februar 2009 erstmals im Ersten ausgestrahlt. Drehbuchautorin war Dorothee Schön, der Regisseur Ed Herzog. Nora von Waldstätten sorgte als intrigante und eiskalt mordende Internatsschülerin Viktoria für Aufsehen. Es ist der 15. Fall von Klara Blum und der 11. Fall von Kai Perlmann.

## Handlung
Im Hallenbad des über dem Ufer des Bodensees thronenden Elite-Internats Schloss Hamberg ertränken die Schüler Viktoria und Max ihren Mitschüler Stephan. Dieser hatte gedroht, ein illegales Aktiengeschäft zu verraten, mit dem die aus einfachen Verhältnissen stammende Viktoria ihre Karriereplanung sichern wollte. Obwohl die Tat raffiniert als Selbstmord getarnt ist, bringt ein Knopf der Bettwäsche, in die Stephan eingehüllt war, Kommissarin Klara Blum auf die Spur des Mordes. Gemeinsam mit ihrem Kollegen Perlmann ermittelt sie unter den meist aus reichem Haus stammenden Schülern. Daneben muss sie eine Beurteilung schreiben, von der Perlmanns mögliche Beförderung zum Hauptkommissar abhängt. Die Ermittler finden heraus, dass der Schüler Kevin Hausmann die illegalen Drogen besorgt hatte, mit denen Stephan betäubt wurde. Als ihre Mitwisserin Olga, die Tochter eines russischen Milliardärs, nervös wird, versuchen Max und Viktoria, diese beim Eislaufen in einem zugefrorenen Weiher zu ertränken. Perlmann und Blum erreichen den Ort rechtzeitig, um Olga lebend aus dem Wasser zu ziehen. Max und Viktoria verabreichen der im Koma liegenden Olga daraufhin im Krankenhaus Insulin, um sie zu töten, doch Klara Blum kommt ihnen auf die Schliche und kann Stephans Mörder mit einer Finte überführen, während Olga gerettet wird.

## Hintergrund

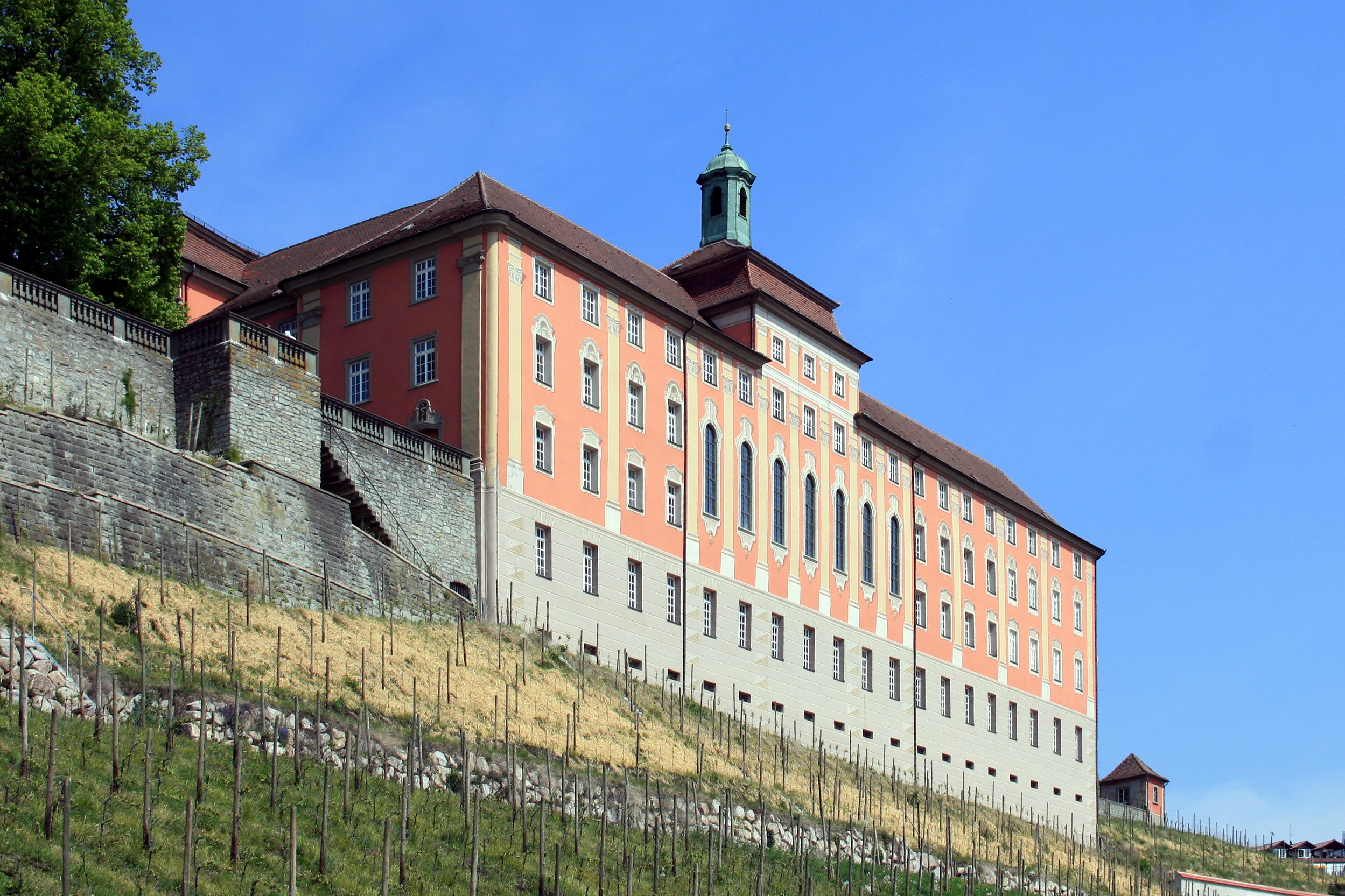
Das Droste-Hülshoff-Gymnasium in Meersburg

Die Dreharbeiten fanden vom 29. Januar bis 28. Februar 2008 unter dem Arbeitstitel Eine Klasse für sich in Konstanz, Baden-Baden und Umgebung statt. Als Internatsschule diente das oberhalb des Bodensees gelegene Droste-Hülshoff-Gymnasium in Meersburg. In dem 1735 als Priesterseminar eröffneten Barockbau wurde während der Schulferien eine Woche lang gedreht. 60 Schüler des Gymnasiums wirkten als Komparsen mit. Die Aufnahmen vom Fahrtraining der Kommissare entstanden auf der nahe beim Filmproduktions-Standort Baden-Baden gelegenen Einfahrstrecke des Mercedes-Benz-Werks Rastatt. Mercedes-Benz stellte im Rahmen von Produktionshilfe Fahrzeuge zur Verfügung. Der zugefrorene Weiher, in dem Olga versinkt, ist ein Fake: Für den Film wurde eine Wiese als Eisfläche hergerichtet.
Die Premiere des Tatorts war im Rahmen des Fernsehfilm-Wettbewerbs beim Filmfest Hamburg am 26. September 2008.

## Rezeption
Bei der Erstausstrahlung am 22. Februar 2009 erreichte der Film 7,93 Millionen Zuschauer und einen Marktanteil von 22,3 Prozent in Deutschland. In der Zuschauerrangliste der Website Tatort-Fundus ist Herz aus Eis die am besten bewertete Folge der Konstanzer Ermittlerin Klara Blum und belegte im Dezember 2012 den zehnten Platz unter den mehr als 850 Tatort-Folgen.
Christian Buß nannte den Film auf taz.de einen „hochaktuelle[n] Beitrag“ und stellte ihn dem Buch Lob der Disziplin von Bernhard Bueb, dem ehemaligen Leiter des am Bodensee gelegenen Internats Schule Schloss Salem, gegenüber. Diesem setze der Film „einen klirrend kalten Abgesang auf den Karrierismus entgegen“. Während Buß Anleihen beim US-Internatsthriller Eiskalte Engel feststellte, verglich Heike Hupertz von FAZ.NET den „überdurchschnittlichen“ SWR-Tatort mit der literarischen Vorlage des US-Kinofilms, dem Roman Gefährliche Liebschaften. Sie lobte die „stilsichere Regie“ sowie die „bestechend[e] […] Besetzung der drei jugendlichen Hauptrollen“. Neben Rosalie Thomass als nervöse russische Milliardärstochter und Florian Bartholomäi als Narziss regiere Nora von Waldstätten als „wunderschöne, klirrend kalte Eiskönigin“ den Film. Der Spiegel nannte Nora von Waldstätten „wirklich überragend […] als eiskalte Schülerbestie. Da gefriert der Bodensee.“
Aufgrund wiederholter vorteilhafter Einstellungen mit Mercedes-Benz-PKW kam es nach der Ausstrahlung zu Vorwürfen der Schleichwerbung, die sowohl vom SWR als auch von Mercedes-Benz dementiert wurden. Die Kritik kam unter anderem vom Vorsitzenden der Kommission für Zulassung und Aufsicht (ZAK), Thomas Langheinrich. SWR-Intendant Peter Boudgoust sprach von rechtlich zulässiger Produktionshilfe durch Mercedes-Benz.

## Auszeichnungen
Nora von Waldstätten und Florian Bartholomäi gewannen für Herz aus Eis den New Faces Award 2009 der Zeitschrift Bunte als beste Nachwuchsschauspieler. Uwe Franke wurde zusammen mit Sabine Tettenborn 2008 beim Filmfest Hamburg für den Hamburger Produzentenpreis für Deutsche Fernsehproduktionen nominiert.